# 114027 Malanushenko
114027 Malanushenko este un asteroid din centura principală de asteroizi.

## Descriere
114027 Malanushenko este un asteroid din centura principală de asteroizi. A fost descoperit pe 30 octombrie 2002 la Apache Point Observatory în cadrul programului Sloan Digital Sky Survey. Asteroidul prezintă o orbită caracterizată de o semiaxă mare de 2,68 ua, o excentricitate de 0,04 și o înclinație de 9,4° în raport cu ecliptica.